# Guaratinguetá
Guaratinguetá – miasto i gmina w Brazylii, w stanie São Paulo. Znajduje się w mezoregionie Vale do Paraíba Paulista i mikroregionie Guaratinguetá.
W mieście rozwinął się przemysł chemiczny, spożywczy oraz włókienniczy.
W mieście ma siedzibę klub piłkarski AD Manthiqueira.